# Donald's Nephews
Donald's Nephews (Los sobrinos de Donald) es un cortometraje de animación del Pato Donald originalmente estrenado el 15 de abril de 1938, en el cual Donald recibe la visita de sus tres sobrinos, Huey, Dewey y Louie (llamados Hugo, Paco y Luis en Hispanoamérica, y Juanito, Jaimito y Jorgito en España). Este cortometraje es la primera aparición en animación de Huey, Dewey y Louie.

## Trama
Donald recibe una postal de su hermana, Dumbella, que dice que sus tres hijos, Huey, Dewey y Louie, vienen a visitarlo. Al principio, Donald está emocionado de ver a sus sobrinos, pero pronto los chicos comienzan a causar problemas.
Al consultar un libro llamado "Entrenamiento moderno para niños", Donald intenta usar las sugerencias en él para controlar a sus sobrinos, pero las cosas solo empeoran. Al final, después de que los niños se van y su casa queda casi destruida, Donald descubre en el libro la frase "Después de todo, los niños pequeños son solo ángeles sin alas", y destroza el libro con una rabia explosiva.